# Brålanda (westelijk deel)
Brålanda (westelijk deel) (Zweeds: Brålanda (västra delen)) is een småort in de gemeente Stenungsund in het landschap Bohuslän en de provincie Västra Götaland in Zweden. Het småort heeft 67 inwoners (2005) en een oppervlakte van 18 hectare. Hoewel de naam suggereert dat het gaat om het westelijke deel van de plaats Brålanda, liggen beide plaatsen feitelijk enkele tientallen kilometers van elkaar verwijderd en er liggen ook andere plaatsen tussen. Het småort ligt aan het Kattegat en de omgeving van het småort bestaat uit zowel landbouwgrond als bos.